# Dukljan
Dukljan nebo Dukljanin je postava ve slovanské mytologii, konkrétně v srbské mytologii, která je odrazem římského císaře Diokleciána.
Byl zobrazován jako protivník boha, což bylo pravděpodobně založeno na skutečném pronásledování křesťanské církve Diokleciánem.
Srbská folková píseň o Dukljanovi vypráví o tom, jak Dukljan jednou sundal Slunce z oblohy a přinesl jej na Zemi.